# Stine Hovland
Stine Hovland (Vadheim, 31 gennaio 1991) è una calciatrice norvegese, difensore e capitano dell'Arna-Bjørnar.

## Carriera

### Club
Dopo aver giocato a calcio col  Høyang e il Kaupanger, nel 2014 si trasferisce al Sandviken, di cui diventa capitano sin da subito e con cui raggiunge la finale della coppa nazionale nel 2018.
Nel luglio 2019 si accorda con le italiane del Milan per disputare la stagione entrante nella sua prima esperienza all'estero. A disposizione del tecnico Maurizio Ganz, fa il suo esordio in Serie A già alla 1ª giornata di Maurizio Ganz campionato, scendendo in campo da titolare nell'incontro vinto in trasferta per 3-0 sulla Roma, e sigla la sua prima rete italiana una settimana più tardi fissando il risultato sul 4-0 con l'Orobica. Ganz la impiega con regolarità per tutta la prima parte della stagione fino all'interruzione del campionato a seguito delle restrizioni per arginare la pandemia di COVID-19, maturando complessivamente 13 presenze nel massimo campionato italiano di categoria.
Il luglio successivo annuncia sui suoi canali social di aver concluso la sua esperienza con il Milan e dopo aver sospeso per oltre un anno l'attività agonistica ritorna sui campi di gioco nell'ottobre 2021, con il Loddefjord, società di Bergen, in 2. divisjon, terzo livello del campionato norvegese.

### Nazionale
Riceve la prima convocazione con la nazionale norvegese nel dicembre 2018, esordendo in una vittoria contro il Giappone (3-0).
Nel febbraio 2019 viene convocata per l'Algarve Cup 2019, successivamente vinta contro la Polonia.
Il 2 maggio 2019 viene inserita da Martin Sjögren nella lista delle convocate per il Campionato mondiale femminile di calcio 2019

## Palmarès

### Nazionale
- Algarve Cup: 1

2019